# 빌라노바몬텔레오네
빌라노바몬텔레오네(Villanova Monteleone, 사르데냐어: Biddanòa)는 이탈리아 사르데냐 주 사사리도에 있는 코무네이다. 칼리아리에서 북서쪽으로 약 150 킬로미터 (93 mi), 사사리에서 남서쪽으로 약 25 킬로미터 (16 mi) 떨어져 있다. 2004년 12월 31일 기준으로 인구는 2,528명이며 면적은 202.2 제곱킬로미터 (78.1 mi2)이다.

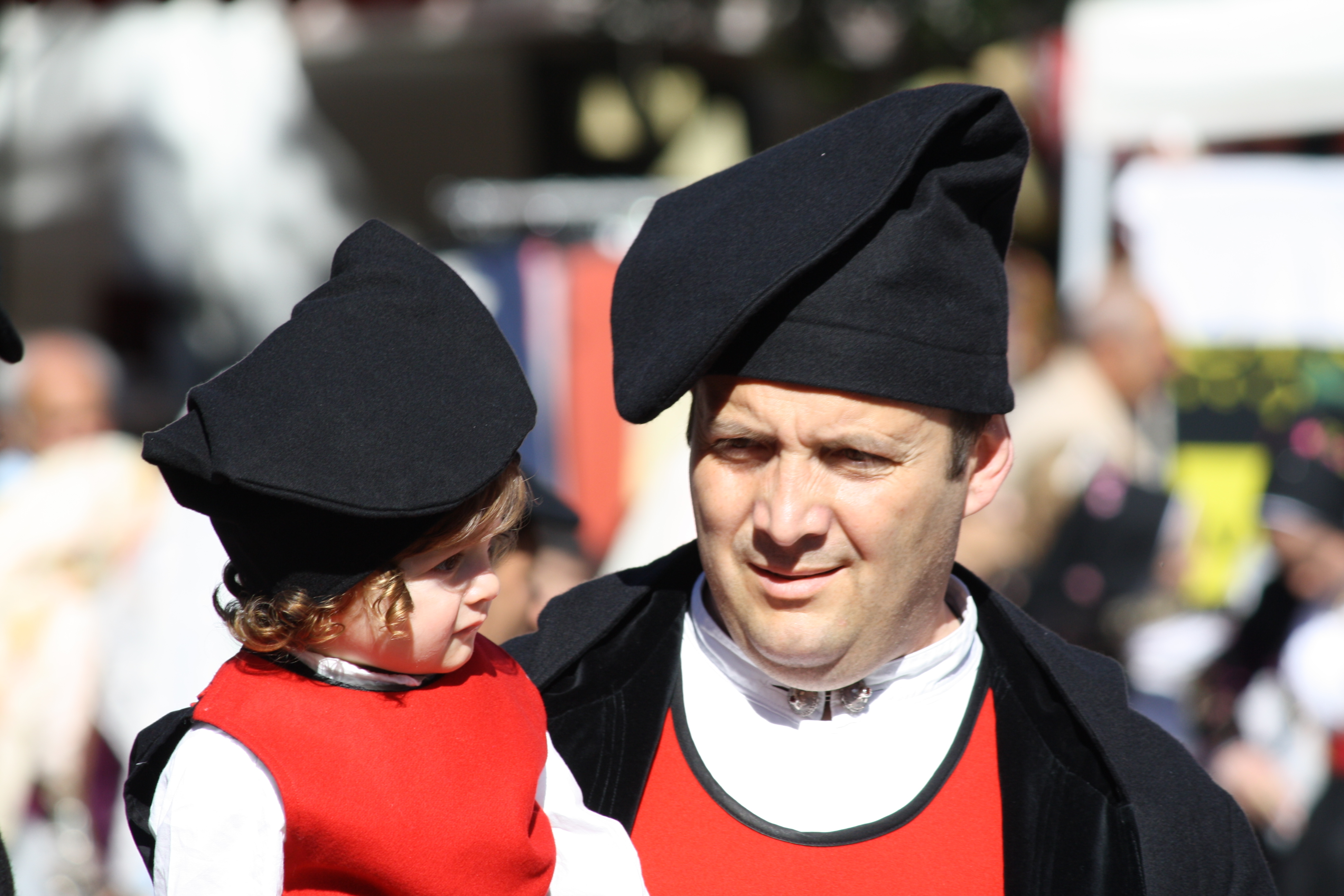
빌라노바의 전통 의상

빌라노바몬텔레오네는 다음 코무네와 접한다: 알게로, 보사, 이티리, 몬텔레오네로카도리아, 몬트레스타, 파드리아, 푸티피가리, 로마나 (사사리현), 티에시.